# Kathrin Längert
Kathrin Längert (* 4. Juni 1987 in Essen) ist eine ehemalige deutsche Fußballtorhüterin und aktuell Trainerin aus Essen.

## Karriere

### Vereine
Längert begann in der Jugend des TuS 84/10 Essen mit dem Fußballspielen und gelangte 2002 über die SG Essen-Schönebeck in die Jugendabteilung des FCR 2001 Duisburg. Nach drei Spielzeiten und dem Wechsel von Silke Rottenberg zum 1. FFC Frankfurt rückte sie zur Spielzeit 2006/07 in das Duisburger Bundesligateam auf. Am 9. April 2006 (16. Spieltag) debütierte sie beim 9:1-Sieg im Auswärtsspiel gegen den FFC Brauweiler Pulheim in der Bundesliga. Mit Duisburg wurde sie 2007 Zweite der Meisterschaft und erreichte das DFB-Pokalfinale gegen den 1. FFC Frankfurt. Trotz einer guten Leistung wurde sie vom Trainer Thomas Obliers zum Elfmeterschießen ausgewechselt. In der Spielzeit 2008/2009 konnte sie mit dem FCR Duisburg unter Trainerin Martina Voss-Tecklenburg sowohl den DFB-Pokal als auch die Champions League (damals noch: UEFA Women’s Cup) gewinnen.
Zur Saison 2009/10 wechselte Längert zum Ligakonkurrenten FC Bayern München. Für den spielte sie erstmals in deren zweite Mannschaft, die am 20. September 2009 (1. Spieltag) im Heimspiel gegen den ASV Hagsfeld ein 1:1-Unentschieden erzielte. Ihr Debüt für die Profimannschaft gab sie nur eine Woche später, am 27. September 2009 (2. Spieltag) beim 2:1-Sieg im Auswärtsspiel gegen den FF USV Jena. Beim DFB-Hallenpokal 2010 gelangte sie mit ihrem Team bis ins Finale und wurde anschließend als beste Torhüterin ausgezeichnet. Längert war eine wichtige Führungsfigur sowie von 2010 bis 2013 zudem Kapitänin der FC Bayern Frauen. Höhepunkt ihrer fünfjährigen Zeit beim FCB waren neben der Auszeichnung beim Hallenpokal der Gewinn des Bundesliga-Cups 2011 sowie des DFB-Pokals 2012 vor 15.678 Zuschauern gegen den hochfavorisierten 1. FFC Frankfurt im Kölner Rhein-Energie-Stadion. Am 20. Mai 2012 (21. Spieltag) wurde Längert beim 2:2-Unentschieden im Auswärtsspiel gegen den 1. FC Lokomotive Leipzig erstmals – wegen einer Notbremse (in der 43. Minute) – des Feldes verwiesen. Zum Saisonende 2013/14 verließ sie den FC Bayern München und setzte ihre Karriere beim schwedischen Erstligisten FC Rosengård fort. Ihr Debüt gab sie am 30. Juli 2014 (12. Spieltag) beim 2:1-Sieg im Auswärtsspiel gegen Umeå IK. Drei Spieltage vor Saisonende gewann sie mit Rosengård dank eines 3:2-Sieges im Auswärtsspiel gegen Kopparbergs/Göteborg FC vorzeitig die Meisterschaft. Am 15. März 2015 gewann sie mit dem FC Rosengård als Meister mit 1:0 gegen den Pokalsieger Linköpings FC den Schwedischen Supercup. Am 18. Oktober 2015, dem letzten Spieltag in der Damallsvenskan, wiederholte sie mit der Mannschaft den Meisterschaftserfolg von 2014.
Mit Öffnung des Transferfensters während der Winterpause, wurde sie am 11. Januar 2016 vom thüringischen Erstligisten FF USV Jena zur Rückrunde der Saison 2015/16 verpflichtet; über die Vertragslaufzeit wurde Stillschweigen vereinbart. Ihr Pflichtspieldebüt gab sie am 4. September 2016 (1. Spieltag) beim 2:0-Sieg im Auswärtsspiel gegen Bayer 04 Leverkusen. Am 30. Oktober 2016 wurde sie im Zuge des Heimspiels gegen Borussia Mönchengladbach von USV-Präsidentin Heike Kraußlach für ihr 150. Bundesligaspiel geehrt, das ihr Team mit 1:0 gewinnen konnte. Im Mai 2017 gab der FF USV Jena das Karriereende Längerts aus gesundheitlichen Gründen zum Ende der Saison 2016/17 bekannt. Sie absolvierte in 12 Profijahren rund 200 Pflichtspiele in den höchsten Spielklassen Deutschlands und Schwedens und konnte dabei insgesamt fünf große Vereinstitel (2× Meisterschaft, 2× DFB-Pokal und 1× Champions League) erringen.

### Nationalmannschaft
Ihr Debüt im Nationaltrikot gab sie in der U-17-Nationalmannschaft am 21. April 2004 in Varde beim 1:0-Sieg über die Auswahl Dänemarks. Es folgten zwei weitere Länderspieleinsätze in dieser Auswahlmannschaft: Am 11. Mai 2004 hütete sie das Tor in Duisburg beim 5:0-Sieg über die Auswahl der Niederlande und am 9. Juni in Donaueschingen beim 4:2-Sieg über die Auswahl Schwedens. Für die U-19-Nationalmannschaft bestritt sie vier Länderspiele: Am 13. Oktober 2004 in Rouen bei der 1:2-Niederlage gegen die Auswahl Frankreichs, am 29. Juni 2005 in Wetzlar beim 5:0-Sieg über die Auswahl Norwegens, am 15. März 2006 in La Manga beim torlosen Unentschieden gegen die Auswahl Schwedens und am 28. Juni 2006 in Hodd beim ebenfalls torlosen Unentschieden gegen die Auswahl Norwegens.
Mit der U-19-Nationalmannschaft gewann sie 2004 die U19-Fußball-Weltmeisterschaft in Thailand mit einem 2:0-Sieg über die Auswahl Chinas. Ein Jahr später erreichte sie bei der U-19-Europameisterschaft das Halbfinale, das mit 1:3 gegen die Auswahl Russlands verloren ging. Bei den Turnieren kam sie jedoch nicht zum Einsatz. Für die U-23-Nationalmannschaft debütierte sie am 26. Mai 2010 in Marburg. Beim 2:2-Unentschieden gegen die Auswahl der Vereinigten Staaten wurde sie zur zweiten Halbzeit für Lisa Weiß eingewechselt. In der 82. Minute musste sie dann den Treffer (von Sarah Hagen) zum Endstand hinnehmen, zeigte jedoch eine insgesamt ansprechende Leistung. Nach dem Rücktritt von Ursula Holl sowie konstant guten Leistungen in der Bundesliga wurde sie von Silvia Neid daher im September 2011 erstmals in den Kader der deutschen A-Nationalmannschaft berufen. Ihren ersten Einsatz in der A-Nationalmannschaft hatte sie am 27. März 2012 beim Abschiedsspiel für Birgit Prinz, das aber nicht als offizielles Länderspiel gewertet wird. Zuvor wurde sie schon in den Kader für das EM-Qualifikationsspiel gegen die Auswahl der Türkei am 15. Februar 2012 und den Kader für das Turnier um den Algarve-Cup berufen, den das deutsche Team gewinnen konnte. Gemeinsam mit Nadine Angerer und Almuth Schult bildete sie das deutsche Torhüterinnen-Trio bis zur Fußball-Europameisterschaft der Frauen 2013, wurde aus dem endgültigen Kader für das Turnier aber aussortiert.

## Erfolge
- Schwedische Supercup-Siegerin 2015
- Schwedische Meisterin 2014, 2015
- Bundesliga-Cup-Siegerin 2011
- DFB-Pokal-Siegerin 2009, 2012
- UEFA-Women’s-Cup-Siegerin (heute: Champions League) 2009
- Deutsche Vize-Meisterschaft 2006, 2007, 2008
- DFB-Pokal-Finalistin 2007
- Algarve-Cup-Sieger 2012
- U-19-Weltmeisterin 2004

## Auszeichnungen
- Beste Torhüterin des DFB-Hallenpokals 2010[17]